# Ruillé-le-Gravelais

Ruillé-le-Gravelais este o comună în departamentul Mayenne, Franța. În 2009 avea o populație de 823 de locuitori.